# Willie Chalmers (Fußballspieler, 1901)
William Green „Willie“ Chalmers (* 3. April 1901 in Aberdeen; † 1997) war ein schottischer Fußballspieler.

## Karriere
Der aus Old Aberdeen stammende Chalmers spielte im Junior football in einer Aberdeener Mittwochsliga für Aberdeen Tramways Wednesday und galt als bester Linksaußen in seiner Spielklasse. Im Sommer 1923 absolvierte er ein Probetraining beim FC Aberdeen, lehnte aber den ihm angebotenen Vertrag ab und spielte stattdessen in der Reservemannschaft des englischen Meisters FC Liverpool vor; im September 1923 wurde er von Liverpool unter Vertrag genommen. Chalmers galt als sehr schneller und trickreicher Spieler, der mit einem kraftvollen Schuss ausgestattet war. Der Korrespondent des Liverpool Echo beschrieb ihn im August 1923 folgendermaßen: „[…] der schottische Junge Chalmers hinterließ einen tiefen Eindruck bei mir. Chalmers hat nicht die Füße eines Fußballers, denn er hat Spreizfüße und selten sieht man eine solche Fußerscheinung an die Spitze kommen. Chalmers kann es, weil er schnell, stark, entschlossen und eifrig ist, und er trifft den Ball sehr hart, wenn er eine Lücke sieht.“
Primär für die Reservemannschaft verpflichtet, kam Chalmers für die erste Mannschaft in der 
englische Eliteklasse hinter dem etablierten Fred Hopkin lediglich in der Saison 1924/25 zu zwei Einsätzen. Erstmals lief er im November 1924 auf, als er bei einer 2:5-Auswärtsniederlage gegen den FC Birmingham den erkrankten Hopkin vertrat, von der Athletic News wurde er trotz der deutlichen Niederlage als „ordentlicher Ersatz“ bewertet. Bei seinem zweiten Auftritt knapp zwei Monate später gegen den FC Bury blieb er bei einem 4:0-Heimerfolg vor 30.000 Zuschauern ohne Torbeteiligung. Am Saisonende wurde er von Liverpool auf die Transferliste gesetzt und im Juni 1925 vom nahegelegenen Drittligisten Tranmere Rovers verpflichtet. Chalmers kam für die Rovers in der ersten Saisonhälfte auf Linksaußen zu 23 Ligaeinsätzen (4 Tore) und zwei FA-Cup-Auftritten und bildete mit Norman Proctor die linke Angriffsseite, bevor er von Bert Cartman abgelöst wurde.
Am Saisonende kehrte er nach Schottland zurück, nach einem überzeugenden Testspielauftritt für den FC St. Johnstone erhielt er einen Vertrag bei dem Erstligisten. Zu Saisonbeginn verdrängte er den irischen Nationalspieler Joe Toner aus der Mannschaft, blieb im Saisonverlauf aber auf fünf Ligaeinsätze bei einem Torerfolg beschränkt. Anfang Dezember 1926 zog sich Chalmers in einem Reservespiel gegen Aberdeen einen Fußbruch zu und konnte seine Laufbahn im Anschluss nicht mehr fortsetzen, sein Vertrag bei St. Johnstone endete im April 1927. Im Februar 1928 klagte er wegen der Verletzung gegen den FC St. Johnstone auf fortgesetzte Bezüge unter dem  Workmen's Compensation Act und erhielt seitens des Gerichts recht.